# Vitreobalcis holdsworthi
Vitreobalcis holdsworthi is een slakkensoort uit de familie van de Eulimidae. De wetenschappelijke naam van de soort is voor het eerst geldig gepubliceerd in 1874 door H. Adams.